# TAR 타르
《TAR 타르》(Tár)는 2022년 개봉한 심리 드라마 영화이다. 토드 필드가 감독과 각본을 맡았다. 제79회(2022년) 베네치아 영화제 볼피컵 여우주연상 수상작이자 황금사자상 경쟁후보작이다.

## 줄거리
세계적인 여성 지휘자 리디아 타르는 베를린 오케스트라의 수석 지휘자로서 명성을 누리고 있다. 그녀는 자신의 개인적인 스케줄을 관리하는 조수 프란체스카와 함께 바쁜 나날을 보내며, 곧 발매될 말러 5번 교향곡 실황 음반과 자서전 '타르 온 타르'를 홍보한다. 리디아는 여성 지휘자를 지원하는 재단의 공동 설립자이자 아마추어 지휘자인 엘리엇과 만나 기술적인 부분과 오케스트라 내 자리들을 채울 방안을 논의한다.
줄리어드 음대에서 강의를 하던 중, 리디아는 백인 남성 중심의 작곡가들을 공부하기 꺼려하는 학생에게 음악 자체에 집중하라고 강요하며 모욕감을 준다. 이후 그녀는 익명으로 받은 책에서 불길한 메시지를 발견하고 불안감을 느낀다. 베를린으로 돌아온 리디아는 오케스트라의 첼로 수석 자리를 뽑는 과정에서 러시아의 젊은 첼리스트 올가에게 매료되어 그녀를 오케스트라에 합류시키고 솔로 자리까지 준다. 올가에게 향하는 리디아의 관심은 프란체스카와 아내 샤론과의 관계를 악화시킨다.
과거 리디아에게 불이익을 받은 젊은 음악가 크리스타가 자살하고, 리디아는 프란체스카에게 크리스타의 메일을 삭제하라고 지시한다. 한편 리디아는 오케스트라 단원들로부터 부적절한 행동에 대한 비난을 받고, 조수 지휘자로 프란체스카를 승진시키지 않기로 결정한다. 리디아는 점점 더 예민해지고 악몽과 환각에 시달린다.
리디아의 줄리어드 강의 영상이 조작되어 온라인에 퍼지면서 그녀는 성추행 혐의에 휩싸이고, 프란체스카는 변호사와 함께 리디아를 고소하려는 크리스타 부모를 돕는다. 리디아는 급히 프란체스카를 찾지만 그녀는 이미 떠났고, 그녀가 쓴 자서전 원고가 '쥐 온 쥐'로 제목이 바뀐 것을 발견한다. 리디아는 크리스타 부모의 고소 관련 진술에 참여하고, 자신의 책을 홍보하기 위해 뉴욕으로 돌아오지만 시위대와 맞닥뜨린다. 소송 과정에서 프란체스카가 제공한 리디아와 크리스타 사이의 이메일이 증거로 제시된다.
리디아는 스캔들로 인해 지휘자 자리에서 해고당하고, 아내 샤론은 딸을 만나지 못하게 한다. 리디아는 과거 자신의 스튜디오로 돌아가 우울하고 불안정한 상태가 된다. 자신이 지휘해야 했던 녹음 공연장에 몰래 들어가 자신의 대체자인 엘리엇을 공격한다. 매니저의 조언에 따라 고향인 스테이튼 아일랜드로 돌아가고, 과거의 업적과 레너드 번스타인의 음악 강의 영상을 보며 고뇌한다.
시간이 흐른 후 리디아는 필리핀에서 지휘자로 일하게 된다. 마사지를 받으려다 간 곳이 매춘업소인 것을 알고 구토를 한다. 그녀는 코스튬 플레이어들 앞에서 비디오 게임 '몬스터 헌터'의 음악을 지휘하는 모습으로 영화는 끝이 난다.

## 출연
- 케이트 블란쳇 - 리디아 타르 역
- 노에미 메를랑 - 프란체스카 렌티니 역
- 니나 호스 - 샤론 굿나우 역
- 줄리언 글러버 - 안드리스 데이비스 역
- 앨런 코더너 - 서배스천 브릭스 역
- 마크 스트롱 - 엘리엇 캐플런 역
- 실비아 플로트 - 크리스타 테일러 역
- 시드니 레먼 - 휘트니 리스 역
- 알렉 볼드윈 - 알렉 볼드윈 목소리 역
- 프랑크 뢰트

## 제작진
- 사운드디자인: 스티븐 그리피스